# Савиньоне
Савиньо̀не (на италиански: Savignone; на лигурски: Savignon, Савиньон) е малко градче и община в Северна Италия, провинция Генуа, регион Лигурия. Разположено е на 471 m надморска височина. Населението на общината е 3225 души (към 2011 г.).